# Vansjø
Vansjø (seltener auch Vannsjø) ist ein See in der Provinz (Fylke) Østfold, der sich über die Kommunen Moss, Råde und Våler erstreckt. Mit einer Fläche von 35,6 km² steht er auf Platz 35 der größten Seen Norwegens.

## Lage
Der Vansjø liegt im Südosten des Landes auf dem Gebiet des ehemaligen Fylkes Østfold in den Kommunen Moss, Våler und Råde. Im See, der stark verzweigt ist, befinden sich mehrere Inseln, unter anderem die Gressøya, die Dillingøya und die Burumøya. Der nordöstliche Abschnitt wird Rosefjorden genannt, im Westen nahe der Stadt Moss befinden sich unter anderem die Bereiche Vestfjorden, Årvollfjorden und Vannemfjorden. Der Fluss Mosselva fließt bei Moss in den Oslofjord ab. Hauptzufluss ist die Hobølelva im Nordosten, die ihre Quellen im Gebiet Østmarka bei Oslo hat.
Vor allem der Uferbereich im Süden und Westen des Sees ist dichter bevölkert. Dort liegen auch die Europastraße 6 (E6) sowie der Flughafen Moss. Zudem verläuft dort die Bahnstrecke Østfoldbanen.

## Ökologischer Zustand
Im Jahr 2016 lebten im See 17 Fischarten. Im Jahr 1992 wurden die Naturreservate Vestre Vansjø und Moskjæra eingerichtet. Der See dient als Trinkwasserquelle für Moss. Das Wasser ist durch das Abwasser aus den umliegenden Siedlungen, die Rückstände aus der landwirtschaftlichen Nutzung des Gebiets und durch den nahe gelegenen Flughafen stark belastet. Vom Flughafen gelangte etwa Perfluoroctansäure, das bei Feuerwehrübungen verwendet wurde, in den See.

## Name
Der Name des Sees leitet sich vom alten Namen für Rygge, nämlich Varna, ab. Es wird vermutet, dass dieser Begriff wiederum vom altnordischen Wort „vǫrn“ (deutsch „Schutz“) abstammt, gesichert ist die Annahme jedoch nicht.